# Hiadna (kommun)
Hiadna (franska: Hiadna (CR), Hiadna (Commune Rurale), arabiska: الرافعية) är en kommun i Marocko.   Den ligger i provinsen El Kelaâ des Sraghna och regionen Marrakech-Safi, i den norra delen av landet, 210 km söder om huvudstaden Rabat. Antalet invånare är 9 501.